# Drutarnia (województwo świętokrzyskie)
Drutarnia – wieś w Polsce położona w województwie świętokrzyskim, w powiecie koneckim, w gminie Końskie.
Wieś wchodzi w skład sołectwa Stara Kuźnica.
Przez wieś przechodzi  czerwony szlak rowerowy do Sielpii Wielkiej.
Wierni kościoła rzymskokatolickiego należą do parafii św. Barbary w Nieświniu.

## Części wsi
| SIMC    | Nazwa | Rodzaj     |
| ------- | ----- | ---------- |
| 0243582 | Chełb | przysiółek |

## Historia
W roku 1777 w Drutarni znajdowały się zakłady fryszerskie, które stanowiły własność Dembińskich. W skład dóbr wchodziły też fryszerki w Nowej Grobli, Starej Pile, Kamiennej Woli i Starej Kuźnicy. Na potrzeby tych zakładów topiły wielkie piece w Janowie i Korytkowie. Roczny wytop wynosił około 6200 cetnarów surówki.
Według Słownika geograficznego Królestwa Polskiego w latach 80. XIX wieku Druternia należała do gminy Gowarczów i miała 3 domy, 24 mieszkańców, 42 morgi ziemi włościańskiej i 4 ziemi dworskiej. Działała tu fabryka żelaza hrabiego Wielhorskiego.
W latach 1975–1998 miejscowość administracyjnie należała do województwa kieleckiego.